# Sante z Montefabbri
Sante z Montefabbri, właśc. Giansante Brancorsini (ur. w 1343 w Montefabbri, zm. 14 sierpnia 1394 w Scotaneto) − włoski franciszkanin, brat zakonny, błogosławiony Kościoła katolickiego.

## Życiorys
Bł. Sante urodził się w rodzinie Giandomenico i Eleonory Ruggeri w Montefabbri w prowincji Urbino w 1343. Uczęszczał do szkół w Urbino, potem wybrał karierę militarną. Mając dwadzieścia lat zabił w obronie własnej swojego krewnego. Wyrzuty sumienia skłoniły go do wstąpienia w celach pokutnych do założonego przez św. Franciszka z Asyżu Zakonu Braci Mniejszych. Żył w klasztorze w Scotaneto koło Mombaroccio w Marchii Ankońskiej. Pełnił urząd wychowawcy nowicjatu. Zmarł w 1394. Ciało przeniesiono w 1769 do specjalnie ufundowanej kaplicy. Kult zaaprobował w 1770 papież Klemens IV. W 1822 rozciągnięto go na diecezje Pesaro, Urbino i Fano.